# L'Esclache
 (août 2013).
Si vous disposez d'ouvrages ou d'articles de référence ou si vous connaissez des sites web de qualité traitant du thème abordé ici, merci de compléter l'article en donnant les références utiles à sa vérifiabilité et en les liant à la section « Notes et références ».
L'Esclache ou communauté de l'Esclache (du nom d'une ancienne communauté de la région disparue à la Révolution française) était une communauté de laïcs fondée à Glénat dans le Cantal entre 1979 et 1988 puis dans les Alpes de Haute-Provence par Jean de Taille, ancien psychologue en milieu hospitalier.
Son fondateur, aujourd'hui décédé, avait décidé de venir en aide à des personnes en difficulté psychologique dont des religieux qui avaient vécu leur expérience comme un échec.